# Santa Apolónia (métro de Lisbonne)
Pour les articles homonymes, voir Santa Apolónia.
Santa Apolónia est une station du métro de Lisbonne sur la ligne bleue. Elle dessert la gare ferroviaire du même nom.